# تأثير دوبلر النسبوي

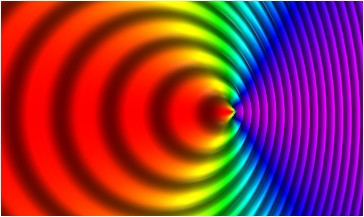
شكل 1. مصدر لموجات ضوئية يتحرك لليمين، نسبة إلى المراقبين، بسرعة 0.7 ج. التردد أعلى للمراقبين على اليمين، وأقل للمراقبين على اليسار.

مفعول دوبلر النسبوي أو تأثير دوبلر النسبوي (بالإنجليزية: Relativistic Doppler effect)، هو التغيير في التردد (والطول الموجي) للضوء، الناجم عن الحركة النسبية للمصدر والمراقب (كما في تأثير دوبلر الكلاسيكي)، عند أخذ التأثيرات الموصوفة في نظرية النسبية الخاصة في الاعتبار.
تختلف تأثير دوبلر النسبوي عن تأثير دوبلر غير النسبوي كما تشمل المعادلات وتمدد الزمن تأثير النسبية الخاصة وألا تنطوي وسيلة نشر كنقطة مرجعية. يصفون الاختلاف الكلي في الترددات المرصودة ويمتلكون تناظر لورنتز المطلوب.
يعرف علماء الفلك ثلاثة مصادر للانزياح الأحمر / التحول الأزرق: تحولات دوبلر. انزياح الجاذبية الحمراء (بسبب خروج الضوء من مجال الجاذبية)؛ والتوسع الكوني (حيث يتمدد الفضاء نفسه). هذه المقالة تتعلق فقط بتحولات دوبلر.

## ملخص النتائج الرئيسية
في الجدول التالي، من المفترض أن {\displaystyle \beta =v/c>0} جهاز الاستقبال والمصدر يبتعدان عن بعضهما البعض.
| سيناريو                                                               | معادلة | ملحوظات                                              |
| --------------------------------------------------------------------- | --- | ---------------------------------------------------- |
| تأثير دوبلر الطولي النسبوي                                            | {\displaystyle {\frac {\lambda _{r}}{\lambda _{s}}}={\frac {f_{s}}{f_{r}}}={\sqrt {\frac {1+\beta }{1-\beta }}}} |                                                      |
| تأثير دوبلر العرضي، أقرب اقتراب هندسي                                 | {\displaystyle f_{r}=\gamma f_{s}}                                                                               | انزياح أزرق                                          |
| تأثير دوبلر العرضي، أقرب اقتراب بصري                                  | {\displaystyle f_{r}={\frac {f_{s}}{\gamma }}}                                                                   | انزياح أحمر                                          |
| تأثير دوبلر العرضي، متلقي في حركة دائرية حول المصدر                   | {\displaystyle f_{r}=\gamma f_{s}}                                                                               | انزياح الأزرق                                        |
| تأثير دوبلر العرضي، مصدر في حركة دائرية حول المتلقي                   | {\displaystyle f_{r}={\frac {f_{s}}{\gamma }}}                                                                   | انزياح أحمر                                          |
| تأثير دوبلر العرضي، المصدر والمتلقي في حركة دائرية حول المركز المشترك | {\displaystyle {\frac {\nu '}{\nu }}=\left({\frac {1-R^{2}\omega ^{2}}{1-R'^{2}\omega ^{2}}}\right)^{1/2}}       | لا يوجد انزياح دوبلر عندما يكون {\displaystyle R=R'} |
| الحركة في اتجاه اختياري تقاس في إطار المتلقي                          | {\displaystyle f_{r}={\frac {f_{s}}{\gamma \left(1+\beta \cos \theta _{r}\right)}}}                              |                                                      |
| الحركة في اتجاه اختياري تقاس في إطار المصدر                           | {\displaystyle f_{r}=\gamma \left(1-\beta \cos \theta _{s}\right)f_{s}}                                          |                                                      |

## الاشتقاق

### تأثير دوبلر الطولي النسبوي
غالبًا ما يتم اشتقاق إزاحة دوبلر النسبوية للحالة الطولية، حيث يتحرك المصدر والمستقبل بشكل مباشر تجاه أو بعيدًا عن بعضهما البعض، كما لو كانت ظاهرة كلاسيكية، ولكن يتم تعديلها بإضافة مصطلح تمدد زمني.  هذا هو النهج المستخدم في كتب الفيزياء أو الميكانيكا للسنة الأولى مثل تلك التي كتبها فاينمان  أو مورين.
باتباع هذا النهج نحو اشتقاق تأثير دوبلر الطولي النسبوي، افترض أن المستقبل والمصدر يتحركان بعيدًا عن بعضهما البعض بسرعة نسبية {\displaystyle v\,} كما تم قياسه بواسطة مراقب على المتلقي أو المصدر (اتفاقية الإشارة المعتمدة هنا هي أن {\displaystyle v\,} سلبي إذا كان المستقبِل والمصدر يتجهان نحو بعضهما البعض).
ضع في اعتبارك المشكلة في الإطار المرجعي للمصدر.
لنفترض أن إحدى واجهات الموجة تصل إلى جهاز الاستقبال. ثم تكون واجهة الموجة التالية على مسافة {\displaystyle \lambda _{s}=c/f_{s}\,} بعيدًا عن المتلقي (حيث {\displaystyle \lambda _{s}\,} هو الطول الموجي {\displaystyle f_{s}\,} هو تردد الموجات التي يصدرها المصدر، و {\displaystyle c\,} هي سرعة الضوء).
تتحرك جبهة الموجة بسرعة {\displaystyle c\,}، ولكن في نفس الوقت يتحرك جهاز الاستقبال بسرعة {\displaystyle v} خلال فترة {\displaystyle t_{r,s}}، وهي فترة تأثير الموجات الضوئية على المستقبل، كما لوحظ في إطار المصدر. وبالتالي،
{\displaystyle \lambda _{s}+vt_{r,s}=ct_{r,s}\Longleftrightarrow \lambda _{s}=ct_{r,s}(1-v/c)\Longleftrightarrow t_{r,s}={\frac {1}{f_{s}(1-\beta )}},}
أين {\displaystyle \beta =v/c\,} هي سرعة جهاز الاستقبال من حيث سرعة الضوء. المناظرة {\displaystyle f_{r,s}}، التردد الذي تصطدم فيه جبهات الموجة بجهاز الاستقبال في إطار المصدر، هو:
{\displaystyle f_{r,s}=1/t_{r,s}=f_{s}(1-\beta ).}
حتى الآن، كانت المعادلات متطابقة مع تلك الخاصة بتأثير دوبلر الكلاسيكي مع مصدر ثابت ومستقبل متحرك.
ومع ذلك، نظرًا للتأثيرات النسبوية، فإن الساعات الموجودة على جهاز الاستقبال تتسع للوقت بالنسبة للساعات عند المصدر: {\displaystyle t_{r}=t_{r,s}/\gamma }، أين {\textstyle \gamma =1/{\sqrt {1-\beta ^{2}}}} هو عامل لورنتز. من أجل معرفة الوقت الذي يتمدد فيه، نتذكر ذلك {\displaystyle t_{r,s}} هو الوقت في الإطار الذي يكون فيه المصدر في حالة راحة. سيقيس المتلقي التردد المستلم ليكون
Eq. 1:    {\displaystyle f_{r}=f_{r,s}\gamma } {\displaystyle ={\frac {1-\beta }{\sqrt {1-\beta ^{2}}}}f_{s}} {\displaystyle ={\sqrt {\frac {1-\beta }{1+\beta }}}\,f_{s}.}
النسبة
{\displaystyle {\frac {f_{s}}{f_{r}}}={\sqrt {\frac {1+\beta }{1-\beta }}}}
يسمى عامل دوبلر للمصدر بالنسبة للمستقبل. (هذا المصطلح سائد بشكل خاص في موضوع الفيزياء الفلكية: انظر الإشعاع النسبوي).
الأطوال الموجية المقابلة مرتبطة بـ
Eq. 2: {\displaystyle {\frac {\lambda _{r}}{\lambda _{s}}}={\frac {f_{s}}{f_{r}}}={\sqrt {\frac {1+\beta }{1-\beta }}},}
يتم الحصول على التعبيرات المتطابقة لإزاحة دوبلر النسبوية عند إجراء التحليل في الإطار المرجعي للمستقبل بمصدر متحرك. يتطابق هذا مع توقعات مبدأ النسبية، الذي يفرض أن النتيجة لا يمكن أن تعتمد على أي كائن يعتبر هو الشيء الساكن. في المقابل، فإن تأثير دوبلر الكلاسيكي غير النسبوي يعتمد على ما إذا كان هو المصدر أو المتلقي الذي هو ثابت فيما يتعلق المتوسطة.

### تأثير دوبلر المستعرض
افترض أن المصدر والمستقبل يقتربان من بعضهما البعض بحركة قصور ذاتية منتظمة على طول مسارات لا تتعارض. قد يشير تأثير دوبلر المستعرض (بالإنجليزية: Transverse Doppler effect) إلى (أ) التحول الاسمي الأزرق الذي تنبأ به النسبية الخاصة التي تحدث عندما يكون المرسل والمستقبل في أقرب نقطة لهما؛ أو (ب) الانزياح الأحمر الاسمي الذي تنبأ به النسبية الخاصة عندما يرى المستقبِل أن الباعث في أقرب اقترابه. يعد تأثير دوبلر المستعرض أحد التوقعات الجديدة الرئيسية للنظرية النسبية الخاصة.
يعتمد ما إذا كان التقرير العلمي يصف تأثير دوبلر المستعرض على أنه انزياح أحمر أو انزياح أزرق على تفاصيل الترتيب التجريبي المرتبط. على سبيل المثال، وصف وصف أينشتاين الأصلي لـ تأثير دوبلر المستعرض في عام 1907 مجربًا يبحث في مركز (أقرب نقطة) شعاع من «أشعة القناة» (حزمة من الأيونات الموجبة التي يتم إنشاؤها بواسطة أنواع معينة من أنابيب تفريغ الغاز). وفقًا للنسبية الخاصة، سيتم تقليل التردد المنبعث من الأيونات المتحركة بواسطة عامل لورنتز، بحيث يتم تقليل التردد المستلم (انزياح أحمر) بنفس العامل. 
من ناحية أخرى، وصف كونديج (1963) تجربة حيث تم غزل ممتص تأثير موسباور في مسار دائري سريع حول باعث موسباور المركزي. كما هو موضح أدناه، أدى هذا الترتيب التجريبي إلى قياس كونديج للتغير الأزرق.

#### المصدر والمتلقي في أقرب نقطة لهما

الشكل 2. المصدر والمتلقي في أقرب نقطة لهما. (أ) التحليل في إطار جهاز الاستقبال. (ب) التحليل في إطار المصدر.

في هذا السيناريو، تكون نقطة أقرب نهج مستقلة عن الإطار وتمثل اللحظة التي لا يوجد فيها تغيير في المسافة مقابل الوقت. شكل يوضح الشكل 2 أن سهولة تحليل هذا السيناريو تعتمد على الإطار الذي يتم تحليله فيه.
- تين. 2 أ. إذا قمنا بتحليل السيناريو في إطار جهاز الاستقبال، نجد أن التحليل أكثر تعقيدًا مما ينبغي. يتم إزاحة الموقع الظاهري لجسم سماوي عن موقعه الحقيقي (أو موقعه الهندسي) بسبب حركة الجسم خلال الوقت الذي يأخذ فيه ضوءه للوصول إلى مراقب. سيكون المصدر موسعًا بالوقت بالنسبة إلى المستقبل، لكن الانزياح الأحمر الذي ينطوي عليه هذا التمدد الزمني سيعوضه التحول الأزرق بسبب المكون الطولي للحركة النسبية بين المستقبل والموضع الظاهري للمصدر.
- تين. 2 ب. من الأسهل كثيرًا، بدلاً من ذلك، تحليل السيناريو من إطار المصدر. يعرف المراقب الموجود في المصدر، من بيان المشكلة، أن المستقبل هو في أقرب نقطة له. هذا يعني أن جهاز الاستقبال لا يحتوي على مكون طولي للحركة لتعقيد التحليل. (على سبيل المثال، dr / dt = 0 حيث r هي المسافة بين المستقبِل والمصدر) نظرًا لأن ساعات المستقبِل موسعة زمنياً بالنسبة إلى المصدر، فإن الضوء الذي يستقبله المستقبل يتحول إلى اللون الأزرق بواسطة عامل جاما. بعبارة أخرى،

Eq. 3:    {\displaystyle f_{r}=\gamma f_{s}}

#### يرىالمتلقي المصدر على أنه أقرب نقطة له

الشكل 3. إنزياح دوبلر المستعرض للسيناريو حيث يرى المستقبِل أن المصدر في أقرب نقطة له.

هذا السيناريو مكافئ للمستقبل الذي ينظر إلى الزاوية اليمنى المباشرة لمسار المصدر. من الأفضل إجراء تحليل هذا السيناريو من إطار جهاز الاستقبال. شكل يوضح الشكل 3 أن جهاز الاستقبال مضاء بالضوء منذ أن كان المصدر أقرب ما يكون إلى جهاز الاستقبال، على الرغم من انتقال المصدر. نظرًا لأن ساعة المصدر متوسعة بالوقت كما تم قياسها في إطار المستقبل، ولأنه لا يوجد مكون طولي لحركتها، فإن الضوء من المصدر، المنبعث من هذه النقطة الأقرب، ينزاح إلى الأحمر مع التردد
Eq. 4:    {\displaystyle f_{r}={\frac {f_{s}}{\gamma }}}
في الأدبيات، تحلل معظم تقارير انزياح دوبلر العرضي التأثير من حيث جهاز الاستقبال الذي يشير إلى زوايا قائمة مباشرة لمسار المصدر، وبالتالي يرى المصدر على أنه أقرب نقطة له ويلاحظ انزياحًا أحمر.

#### نقطة التحول في التردد الفارغ

الشكل 4. يحدث إزاحة التردد الفارغة لنبضة تقطع أقصر مسافة من المصدر إلى المستقبل.

بالنظر إلى أنه في الحالة التي يكون فيها المصدر والمستقبل المتحركان بالقصور الذاتي في أقرب نقطة لهما من بعضهما البعض هندسيًا، يلاحظ المستقبِل التحول الأزرق، بينما في الحالة التي يرى فيها المستقبِل المصدر على أنه أقرب نقطة له، يلاحظ المستقبِل الانزياح الأحمر، من الواضح أنه لا بد من وجود نقطة يتغير فيها التحول الأزرق إلى انزياح أحمر. في التين. في الشكل 2، تنتقل الإشارة عموديًا إلى مسار المستقبل ويتم إزاحتها باللون الأزرق. في التين. في الشكل 3، تنتقل الإشارة عموديًا على مسار المصدر ويتم انزياحها نحو الأحمر.
كما رأينا في الشكل. في الشكل 4، يحدث إزاحة التردد الصفرية لنبضة تقطع أقصر مسافة من المصدر إلى المستقبل. عند عرضها في الإطار حيث يكون للمصدر والمستقبل نفس السرعة، يتم إصدار هذه النبضة بشكل عمودي على مسار المصدر ويتم استقبالها بشكل عمودي على مسار المستقبل. تنبعث النبضة قليلاً قبل نقطة الاقتراب الأقرب، ويتم استقبالها بعد ذلك بقليل.

#### جسم واحد في حركة دائرية حول الآخر

الشكل 5. تأثير دوبلر المستعرض لسيناريوهين: (أ) جهاز الاستقبال يتحرك في دائرة حول المصدر ؛ (ب) يتحرك المصدر في دائرة حول المستقبل.

تين. 5 يوضح نوعين مختلفين من هذا السيناريو. يمكن تحليل كلا المتغيرين باستخدام الحجج البسيطة لتمديد الوقت. شكل 5 أ مكافئ أساسًا للسيناريو الموصوف في الشكل 2 ب، ويلاحظ جهاز الاستقبال الضوء من المصدر على أنه تم إزاحته باللون الأزرق بواسطة عامل {\displaystyle \gamma } . شكل 5 ب يكافئ بشكل أساسي السيناريو الموصوف في الشكل 3، والضوء هو انزياح أحمر.
التعقيد الوحيد الظاهر هو أن الأجسام التي تدور في المدار هي في حركة متسارعة. لا يحتوي الجسيم المتسارع على إطار بالقصور الذاتي يكون دائمًا في حالة سكون. ومع ذلك، يمكن دائمًا العثور على إطار بالقصور الذاتي يتزامن مؤقتًا مع الجسيم. يتيح هذا الإطار، الإطار المرجعي اللحظي اللحظي (MCRF)، تطبيق النسبية الخاصة على تحليل الجسيمات المتسارعة. إذا نظر مراقب بالقصور الذاتي إلى ساعة متسارعة، فإن السرعة اللحظية للساعة فقط هي المهمة عند حساب تمدد الوقت.
على العكس، ومع ذلك، هذا ليس صحيحا. يتطلب تحليل السيناريوهات التي يكون فيها كلا الجسمين حركة متسارعة تحليلاً أكثر تعقيدًا إلى حد ما. أدى عدم فهم هذه النقطة إلى الارتباك وسوء الفهم.
كل من المصدر والمستقبل في حركة دائرية حول مركز مشترك

الشكل 6. يتم وضع المصدر والمستقبل على طرفي نقيض من الدوار، على مسافة متساوية من المركز.

افترض أن المصدر والمستقبل موجودان على طرفي نقيض من الدوار الدوار، كما هو موضح في الشكل. 6. الحجج الحركية (النسبية الخاصة) والحجج القائمة على ملاحظة أنه لا يوجد فرق في الجهد بين المصدر والمستقبل في مجال الجاذبية الكاذبة للعضو الدوار (النسبية العامة) كلاهما يؤدي إلى استنتاج أنه لا ينبغي أن يكون هناك تحول دوبلر بين المصدر والمستقبل.
في عام 1961، أجرى تشامبيني ومون تجربة دوار موسباور لاختبار هذا السيناريو بالضبط، ووجدتا أن عملية امتصاص موسباور لم تتأثر بالدوران. وخلصوا إلى أن النتائج التي توصلوا إليها تدعم النسبية الخاصة.
أثار هذا الاستنتاج بعض الجدل. أكد أحد منتقدي النسبية المستمرة أنه على الرغم من أن التجربة كانت متوافقة مع النسبية العامة، إلا أنها دحضت النسبية الخاصة، وجهة نظره أنه نظرًا لأن الباعث والممتص كانا في حركة نسبية موحدة، فقد طالبت النسبية الخاصة بملاحظة تحول دوبلر. كانت المغالطة مع حجة هذا الناقد، كما هو موضح في القسم نقطة تحول التردد الفارغ، أنه ببساطة ليس صحيحًا أنه يجب دائمًا ملاحظة انزياح دوبلر بين إطارين في حركة نسبية موحدة. علاوة على ذلك، كما هو موضح في القسم، فإن المصدر والمتلقي في أقرب نقطة لهما، فإن صعوبة تحليل السيناريو النسبوي تعتمد غالبًا على اختيار الإطار المرجعي. محاولة تحليل السيناريو في إطار المتلقي تنطوي على الكثير من الجبر المملة. من الأسهل كثيرًا، ومن التافه تقريبًا، إثبات عدم وجود تحول دوبلر بين الباعث والممتص في إطار المختبر.
في واقع الأمر، ومع ذلك، فإن تجربة تشامبيني ومون لم تقل شيئًا مؤيدًا أو معارضًا في النسبية الخاصة. بسبب تناظر الإعداد، اتضح أن أي نظرية يمكن تصورها تقريبًا لتحول دوبلر بين الإطارات في حركة بالقصور الذاتي الموحدة يجب أن تسفر عن نتيجة فارغة في هذه التجربة.
بدلاً من أن تكون الباعث على مسافة متساوية من المركز، افترض أن الباعث والممتص كانا على مسافات مختلفة من مركز الدوار. لباعث في دائرة نصف قطرها {\displaystyle R'} والامتصاص في دائرة نصف قطرها {\displaystyle R} في أي مكان على الدوار، نسبة تردد الباعث، {\displaystyle \nu ',} وتردد الامتصاص، {\displaystyle \nu ,} اعطي من قبل
Eq. 5:    {\displaystyle {\frac {\nu '}{\nu }}=\left({\frac {1-R^{2}\omega ^{2}}{1-R'^{2}\omega ^{2}}}\right)^{1/2}}
أين {\displaystyle \omega } هي السرعة الزاوية للدوار. لا يجب أن يكون المصدر والباعث على بعد 180 درجة، ولكن يمكن أن يكونا في أي زاوية بالنسبة للمركز.

### الحركة في اتجاه عشوائي

الشكل 7. تحول دوبلر مع تحرك المصدر بزاوية عشوائية فيما يتعلق بالخط الفاصل بين المصدر والمستقبل.

يمكن تمديد التحليل المستخدم في قسم تأثير دوبلر الطولي النسبوي بطريقة مباشرة لحساب انزياح دوبلر للحالة التي تكون فيها الحركات بالقصور الذاتي للمصدر والمستقبل في أي زاوية محددة. تين. 7 يعرض السيناريو من إطار المستقبل، مع تحرك المصدر بسرعة {\displaystyle v} بزاوية {\displaystyle \theta _{r}} تقاس في إطار جهاز الاستقبال. المكون الشعاعي لحركة المصدر على طول خط البصر يساوي {\displaystyle v\cos {\theta _{r}}.}
يمكن تفسير المعادلة أدناه على أنها إزاحة دوبلر الكلاسيكية لمصدر ثابت ومتحرك تم تعديله بواسطة عامل لورنتز {\displaystyle \gamma :}
Eq. 6:    {\displaystyle f_{r}={\frac {f_{s}}{\gamma \left(1+\beta \cos \theta _{r}\right)}}.}
في حالة متى {\displaystyle \theta _{r}=90^{\circ }}، يحصل المرء على تأثير دوبلر المستعرض:
{\displaystyle f_{r}={\frac {f_{s}}{\gamma }}.\,}
في بحثه عام 1905 حول النسبية الخاصة، حصل أينشتاين على معادلة مظهر مختلفة نوعًا ما لمعادلة إزاحة دوبلر. بعد تغيير أسماء المتغيرات في معادلة أينشتاين لتتوافق مع تلك المستخدمة هنا، تقرأ معادلته
Eq. 7:    {\displaystyle f_{r}=\gamma \left(1-\beta \cos \theta _{s}\right)f_{s}.}
تنبع الاختلافات من حقيقة أن أينشتاين قيم الزاوية {\displaystyle \theta _{s}} فيما يتعلق بإطار راحة المصدر بدلاً من إطار راحة جهاز الاستقبال. {\displaystyle \theta _{s}} لا يساوي {\displaystyle \theta _{r}} بسبب تأثير الانحراف النسبوي. معادلة الانحراف النسبوي هي:
Eq. 8:    {\displaystyle \cos \theta _{r}={\frac {\cos \theta _{s}-\beta }{1-\beta \cos \theta _{s}}}\,}
استبدال انحراف نسبوي المعادلة معادلة 8 في معادلة 6 عوائد معادلة 7، مما يدل على اتساق هذه المعادلات البديلة لتحول دوبلر.
ضبط {\displaystyle \theta _{r}=0} في معادلة 6 أو {\displaystyle \theta _{s}=0} في معادلة 7 عوائد معادلة 1، التعبير عن تحول دوبلر الطولي النسبوي.
يمكن العثور على نهج رباعي النواقل لاشتقاق هذه النتائج في لانداو وليفشيتز بعام 2005.

## التصور

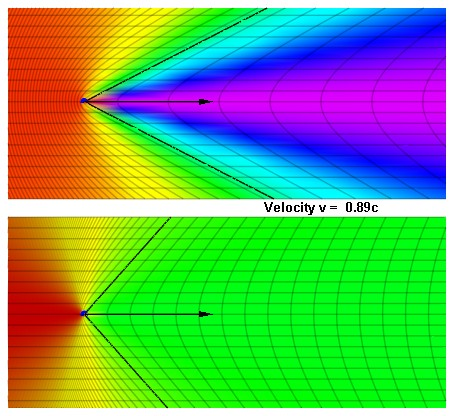
الشكل 8. مقارنة تأثير دوبلر النسبوي (أعلى) مع التأثير غير النسبوي (أسفل).

تين. 8 يساعدنا على فهم، بالمعنى النوعي التقريبي، كيف يختلف تأثير دوبلر النسبوي والانحراف النسبوي عن تأثير دوبلر غير النسبوي والانحراف غير النسبوي للضوء. افترض أن الراصد محاط بشكل موحد في جميع الاتجاهات بنجوم صفراء تنبعث منها ضوء أحادي اللون يبلغ 570 نانومتر. تمثل الأسهم في كل مخطط متجه سرعة المراقب بالنسبة لمحيطه، بحجم 0.89 ج .
- في الحالة النسبوية، يتحول الضوء أمام المراقب إلى طول موجي يبلغ 137 نانومتر في الأشعة فوق البنفسجية البعيدة، بينما ينزاح الضوء خلف الراصد إلى الأحمر إلى 2400 نانومتر في الأشعة تحت الحمراء ذات الطول الموجي القصير. بسبب الانحراف النسبوي للضوء، فإن الأجسام التي كانت في الزوايا القائمة في السابق للمراقب تبدو مقلوبة للأمام بمقدار 63 درجة.
- في الحالة غير النسبوية، يتحول الضوء أمام المراقب إلى طول موجي 300 نانومتر في الأشعة فوق البنفسجية المتوسطة، بينما ينزاح الضوء خلف الراصد إلى الأحمر إلى 5200 نانومتر في الأشعة تحت الحمراء المتوسطة. بسبب انحراف الضوء، فإن الأجسام التي كانت في الزوايا اليمنى للمراقب تبدو وكأنها تتحرك للأمام بمقدار 42 درجة.
- في كلتا الحالتين، فإن النجوم أحادية اللون أمام الراصد وخلفه تتحول إلى دوبلر باتجاه الأطوال الموجية غير المرئية. ومع ذلك، إذا كان لدى المراقب عيون يمكنها رؤية الأشعة فوق البنفسجية والأشعة تحت الحمراء، فسوف يرى النجوم أمامه على أنها أكثر إشراقًا وأكثر تجمعًا معًا من النجوم الموجودة خلفها، ولكن النجوم ستكون أكثر إشراقًا بكثير وأكثر تركيزًا بكثير في حالة نسبوية.[19]

النجوم الحقيقية ليست أحادية اللون، ولكنها تنبعث منها مجموعة من الأطوال الموجية تقترب من توزيع الجسم الأسود. ليس صحيحًا بالضرورة أن النجوم التي تسبق الراصد ستظهر لونًا أكثر زرقة. وذلك لأن توزيع الطاقة الطيفية بالكامل قد تم إزاحته. في نفس الوقت الذي يتحول فيه الضوء المرئي إلى الأزرق إلى أطوال موجية فوق بنفسجية غير مرئية، ينتقل ضوء الأشعة تحت الحمراء إلى النطاق المرئي. تعتمد التغييرات التي تطرأ على الألوان على وجه التحديد على فسيولوجيا العين البشرية وعلى الخصائص الطيفية لمصادر الضوء التي يتم ملاحظتها.

## تأثير دوبلر على الشدة
يعمل تأثير دوبلر (مع الاتجاه العشوائي) أيضًا على تعديل شدة المصدر المتصورة: يمكن التعبير عن ذلك بإيجاز من خلال حقيقة أن قوة المصدر مقسومة على مكعب التردد هي ثابت لورينتز  وهذا يعني أن إجمالي يتم ضرب شدة الإشعاع (الجمع على جميع الترددات) في القوة الرابعة لعامل دوبلر للتردد.
نتيجة لذلك، بما أن قانون بلانك يصف إشعاع الجسم الأسود بأن له شدة طيفية في التردد يتناسب مع {\displaystyle \nu ^{3}/\left(e^{h\nu /kT}-1\right)} (حيث T هي درجة الحرارة المصدر وν التردد)، يمكننا الاستنتاج بأن طائفة الجسم الأسود ينظر من خلال التحول دوبلر (مع الاتجاه العشوائي) لا تزال طائفة الجسم الأسود مع درجات الحرارة مضروبا في نفسه عامل دوبلر كما تردد .
توفر هذه النتيجة أحد الأدلة التي تعمل على التمييز بين نظرية الانفجار العظيم والنظريات البديلة المقترحة لتفسير الانزياح الكوني إلى الأحمر.

## التحقق التجريبي
نظرًا لأن تأثير دوبلر المستعرض هو أحد التنبؤات الجديدة الرئيسية لنظرية النسبية الخاصة، فقد كان الكشف عن هذا التأثير والتقدير الكمي الدقيق له هدفًا مهمًا للتجارب التي تحاول التحقق من النسبية الخاصة.

### قياسات من نوع إيفز وستيلويل

الشكل 9. لماذا يصعب قياس تأثير دوبلر العرضي بدقة باستخدام شعاع عرضي.

اقترح أينشتاين (1907) في البداية أن تأثير دوبلر المستعرض يمكن قياسه من خلال مراقبة حزمة من «أشعة القناة» بزوايا قائمة على الحزمة. أثبتت محاولات قياس تأثير دوبلر المستعرض باتباع هذا المخطط أنها غير عملية، نظرًا لأن السرعة القصوى لحزمة الجسيمات المتوفرة في ذلك الوقت كانت فقط بضعة آلاف من سرعة الضوء.
تين. يوضح الشكل 9 نتائج محاولة قياس خط أنجستروم 4861 المنبعث من حزمة من أشعة القناة (خليط من أيونات H1 + و H2 + و H3 +) أثناء إعادة اتحادها مع الإلكترونات التي تم تجريدها من غاز الهيدروجين المخفف المستخدم لملء أنبوب شعاع القناة. هنا، النتيجة المتوقعة لـ تأثير دوبلر المستعرض هي خط أنجستروم 4861.06. على اليسار، ينتج عن إزاحة دوبلر الطولية توسيع خط الانبعاث إلى حد لا يمكن معه ملاحظة تأثير دوبلر المستعرض. توضح الأشكال الوسطى أنه حتى لو قام المرء بتضييق نطاق الرؤية إلى مركز الحزمة بالضبط، فإن الانحرافات الصغيرة جدًا للشعاع من الزاوية اليمنى الدقيقة تؤدي إلى تحولات مماثلة للتأثير المتوقع.
بدلاً من محاولة القياس المباشر لـ تأثير دوبلر المستعرض، استخدم إيفز وستيلويل عام 1938 مرآة مقعرة سمحت لهما بمراقبة شعاع مباشر طولي تقريبًا (أزرق) وصورته المنعكسة (أحمر) في وقت واحد. من الناحية الطيفية، يمكن ملاحظة ثلاثة خطوط: خط انبعاث غير متغير، وخطوط متغيرة زرقاء ومتحركة إلى الأحمر. ستتم مقارنة متوسط الخطوط المزاحة باللون الأحمر والخطوط المزاحة باللون الأزرق مع الطول الموجي لخط الانبعاث غير النازح. يتوافق الفرق الذي قاسه إيفز وستيلويل، ضمن الحدود التجريبية، مع التأثير الذي تنبأت به النسبية الخاصة.
اعتمدت العديد من التكرارات اللاحقة لتجربة إيفز وستيلويل استراتيجيات أخرى لقياس متوسط انبعاثات حزم الجسيمات المتغيرة والأزرق إلى الأحمر. في بعض التكرارات الحديثة للتجربة، تم استخدام تقنية المعجل الحديثة لترتيب مراقبة حزمتين من الجسيمات المضادة للدوران. في عمليات التكرار الأخرى، تم قياس طاقات أشعة جاما المنبعثة من حزمة جسيم سريعة الحركة بزوايا متقابلة بالنسبة لاتجاه حزمة الجسيمات. نظرًا لأن هذه التجارب لا تقيس في الواقع الطول الموجي لحزمة الجسيمات بزاوية قائمة على الحزمة، فقد فضل بعض المؤلفين الإشارة إلى التأثير الذي يقيسونه على أنه «إزاحة دوبلر التربيعية» بدلاً من تأثير دوبلر المستعرض.

### القياس المباشر لتأثير دوبلر المستعرض
أتاح ظهور تقنية مسرع الجسيمات إنتاج حزم من الجسيمات ذات طاقة أعلى بكثير مما كان متاحًا لـ إيفز وستيلويل. وقد أتاح ذلك تصميم اختبارات لتأثير دوبلر المستعرض مباشرة على غرار الطريقة التي تصورها أينشتاين في الأصل، أي من خلال عرض حزمة الجسيمات مباشرة بزاوية 90 درجة. على سبيل المثال، هاسيلكامب وآخرون. (1979) لاحظ أن خط H α المنبعث من ذرات الهيدروجين تتحرك بسرعات تتراوح من 2.53 × 10 8 سم / ث إلى 9.28 × 10 8 سم / ث، إيجاد معامل المصطلح الثاني في التقريب النسبي 0.52 ± 0.03، في اتفاق ممتاز مع القيمة النظرية 1/2.
أصبحت الاختبارات المباشرة الأخرى لـ تأثير دوبلر المستعرض على منصات دوارة ممكنة من خلال اكتشاف تأثير موسباور، والذي يتيح إنتاج خطوط رنين ضيقة للغاية لانبعاث وامتصاص أشعة غاما النووية. أثبتت تجارب تأثير موسباور أنها قادرة بسهولة على اكتشاف تأثير دوبلر المستعرض باستخدام السرعات النسبية لامتصاص الباعث في حدود 2 × 10 4 سم / ثانية. تشمل هذه التجارب تلك التي أجراها هاي وآخرون. (1960)،  تشامبيني وآخرون. (1965)،  وكونديج (1963).

### قياسات تمدد الوقت
يرتبط تأثير دوبلر المستعرض والتمدد الزمني الحركي للنسبية الخاصة ارتباطًا وثيقًا. تمثل جميع عمليات التحقق من تأثير دوبلر المستعرض عمليات التحقق من تمدد الوقت الحركي، كما مثلت معظم عمليات التحقق من تمدد الوقت الحركي عمليات التحقق من تأثير دوبلر المستعرض. مورد على الإنترنت، «ما هو الأساس التجريبي للنسبية الخاصة؟» لقد وثق، مع تعليق موجز، العديد من الاختبارات التي تم استخدامها، على مر السنين، للتحقق من صحة جوانب مختلفة من النسبية الخاصة. كايفولا وآخرون (1985)  ومكجوان وآخرون. (1993)  هي أمثلة للتجارب المصنفة في هذا المورد كتجارب تمدد الوقت. يمثل هذان الاختباران أيضًا اختبارات تأثير دوبلر المستعرض. قارنت هذه التجارب تردد اثنين من الليزر، أحدهما مغلق بتردد انتقال ذرة النيون في شعاع سريع، والآخر مغلق على نفس الانتقال في النيون الحراري. تحقق إصدار 1993 من التجربة من تمدد الوقت، وبالتالي تأثير دوبلر المستعرض، بدقة تبلغ 2.3 × 10 6 .

## تأثير دوبلر النسبوي للصوت والضوء

الشكل 10. تنطبق صيغة إزاحة دوبلر النسبوية على كل من الصوت والضوء.

الشكل 11. يتحرك المصدر والمستقبل في اتجاهات وسرعات مختلفة في إطار تكون فيه سرعة الصوت مستقلة عن الاتجاه.

تحلل كتب الفيزياء في السنة الأولى بشكل ثابت تقريبًا تحول دوبلر للصوت من حيث الحركية النيوتونية، بينما تحلل انزياح دوبلر للضوء والظواهر الكهرومغناطيسية من حيث الحركية النسبوية. يعطي هذا انطباعًا خاطئًا بأن الظواهر الصوتية تتطلب تحليلًا مختلفًا عن الضوء وموجات الراديو.
يمثل التحليل التقليدي لتأثير دوبلر للصوت تقريبًا منخفضًا للسرعة للتحليل النسبوي الدقيق. في الواقع، يمكن تطبيق التحليل النسبوي الكامل للصوت على كل من الظواهر الصوتية والكهرومغناطيسية.
ضع في اعتبارك مخطط الزمكان في الشكل. 10. يتم توضيح كل من الخطوط العالمية لشوكة توليف (المصدر) وجهاز استقبال في هذا الرسم التخطيطي. يمثل الحدثان O و A اهتزازين للشوكة الرنانة. فترة الشوكة هي مقدار OA، ويمثل المنحدر العكسي لـ AB سرعة انتشار الإشارة (أي سرعة الصوت) للحدث B. لذلك يمكننا أن نكتب:
{\displaystyle c_{s}={\frac {x_{B}-x_{A}}{t_{B}-t_{A}}}} (سرعة الصوت)
{\displaystyle v_{s}=-{\frac {x_{A}}{t_{A}}}}      {\displaystyle v_{r}={\frac {x_{B}}{t_{B}}}}    (سرعات المصدر والمستقبل)
{\displaystyle |OA|={\sqrt {t_{A}^{2}-(x_{A}/c)^{2}}}}
{\displaystyle |OB|={\sqrt {t_{B}^{2}-(x_{B}/c)^{2}}}}
{\displaystyle v_{s}} و {\displaystyle v_{r}} يفترض أن يكون أقل من {\displaystyle c_{s},} لأنه بخلاف ذلك فإن مرورهم عبر الوسط سيؤدي إلى موجات صدمة، مما يبطل الحساب. بعض الجبر الروتيني يعطي نسبة الترددات:
Eq. 9:    {\displaystyle {\frac {f_{r}}{f_{s}}}={\frac {|OA|}{|OB|}}} {\displaystyle ={\frac {1-v_{r}/c_{s}}{1+v_{s}/c_{s}}}{\sqrt {\frac {1-(v_{s}/c)^{2}}{1-(v_{r}/c)^{2}}}}}
لو {\displaystyle v_{r}} و {\displaystyle v_{s}} صغيرة مقارنة بـ {\displaystyle c}، تقلل المعادلة أعلاه إلى صيغة دوبلر الكلاسيكية للصوت.
إذا كانت سرعة انتشار الإشارة {\displaystyle c_{s}} اقتراب {\displaystyle c}، يمكن إثبات أن السرعات المطلقة {\displaystyle v_{s}} و {\displaystyle v_{r}} المصدر والمتلقي يندمجان في سرعة نسبية واحدة مستقلة عن أي إشارة إلى وسيط ثابت. في الواقع، نحصل على معادلة 1، صيغة تحول دوبلر الطولي النسبوي.
تحليل مخطط الزمكان في الشكل. أعطى 10 صيغة عامة للمصدر والمستقبل يتحركان مباشرة على طول خط بصرهم، أي في حركة خطية.
تين. 11 يوضح سيناريو في بعدين. المصدر يتحرك بسرعة {\displaystyle \mathbf {v_{s}} } (في وقت الانبعاث). يصدر إشارة تنتقل بسرعة {\displaystyle \mathbf {C} } نحو المستقبل، الذي يسير بسرعة {\displaystyle \mathbf {v_{r}} } في وقت الاستقبال. يتم إجراء التحليل في نظام إحداثي تكون فيه سرعة الإشارة {\displaystyle |\mathbf {C} |} مستقل عن الاتجاه.
النسبة بين الترددات المناسبة للمصدر والمستقبل هي
Eq. 10:    {\displaystyle {\frac {f_{r}}{f_{s}}}={\frac {1-{\frac {|\mathbf {v_{r}} |}{\mathbf {|C|} }}\cos(\theta _{\mathbf {C,v_{r}} })}{1-{\frac {|\mathbf {v_{s}} |}{\mathbf {|C|} }}\cos(\theta _{\mathbf {C,v_{s}} })}}{\sqrt {\frac {1-(v_{s}/c)^{2}}{1-(v_{r}/c)^{2}}}}}
النسبة الرائدة لها شكل تأثير دوبلر الكلاسيكي، بينما يمثل مصطلح الجذر التربيعي التصحيح النسبوي. إذا أخذنا في الاعتبار الزوايا بالنسبة لإطار المصدر، إذن {\displaystyle v_{s}=0} وتختزل المعادلة إلى معادلة 7، صيغة أينشتاين 1905 لتأثير دوبلر. إذا أخذنا في الاعتبار الزوايا بالنسبة لإطار المستقبل، إذن {\displaystyle v_{r}=0} وتختزل المعادلة إلى معادلة الشكل 6، وهو الشكل البديل لمعادلة إزاحة دوبلر التي تمت مناقشتها مسبقًا.

## روابط خارجية
- برنامج Warp Special Relativity Simulator Computer يوضح تأثير دوبلر النسبي.
- Kraus، Ute؛ Zahn، Corvin. "Space Time Travel: Visualization of the theory of relativity". SpacetimeTravel.org. Physics and Astronomy Education Group, Hildesheim University, Germany. مؤرشف من الأصل في 2022-11-01. اطلع عليه بتاريخ 2018-10-17.